# Cecil Rhodes
Cecil John Rhodes (Bishop's Stortford, Hertfordshire, 5 de julho de 1853 — Muizenberg, 26 de março de 1902) foi um colonizador e homem de negócios britânico. Foi também um personagem essencial no projeto britânico de construção do caminho de ferro que ligaria o Cairo, no Egito, ao Cabo, na África do Sul, nunca realizado. É também um dos principais fundadores da companhia De Beers, que, na atualidade, detém aproximadamente 44% de todo o mercado mundial de diamantes, mas que um dia foi responsável por 90% dele.
Ficou famosa a sua divisa pessoal "So much to do, so little time..." (Tanto para fazer, tão pouco tempo...).

## Acontecimentos ao longo da vida
Nascido no condado de Hertfordshire, Cecil foi o quinto filho do reverendo Francis William Rhodes (1807–1878) e da sua segunda mulher, Louisa Peacock Rhodes (1816–1873). Teve onze irmãos, entre eles, duas mulheres.
Criança brilhante, mas de saúde frágil. Em 1870, Cecil Rhodes tinha apenas 17 anos quando interrompeu, para tratar a sua asma, os seus estudos em Oxford para ir ter com o seu irmão Herbert no Natal na África do Sul, onde o clima lhe é favorável. 
Com dezenove anos converteu 3 000 libras que um tio lhe havia dado, com a ideia de cultivar algodão, em licenças para explorar uma mina de diamantes em Kimberley, na África do Sul, associado a John X Merrimam e C. D. Rudd, que mais tarde o acompanhariam na fundação De Beers Mining Company.
Em 1872 Cecil sofreu um ataque de coração, mas, conseguiu se recuperar. Foi então que começou a investigar as possibilidades de descobrir ouro no interior africano. Para isso, os irmãos Rhodes marcharam para norte, chegando a Mafeking. Porém, no ano seguinte, ao anunciar-se que a mina mais rica de Kimberley estava esgotada, Cecil ficou com todas as licenças que lhe ofereceram e ficou rico ao descobrir mais minas de diamantes, as quais deixou aos cuidados do seu sócio, Rudd, pois voltou para Inglaterra, com o objectivo de completar os seus estudos. Para tal inscreveu-se no Oriel College e não voltou a África antes de 1876. 
Em Abril de 1880, associado a Rudd, fundou a De Beers Mining Company, um investimento de 200 000 libras. Assim, em 1885, já controlava mais de 50% da economia de Kimberley.
Em 1886, ao ser descoberta uma mina de ouro em Joanesburgo, Cecil Rhodes compra grande parte desta.

## Relações com a Companhia Britânica da África do Sul

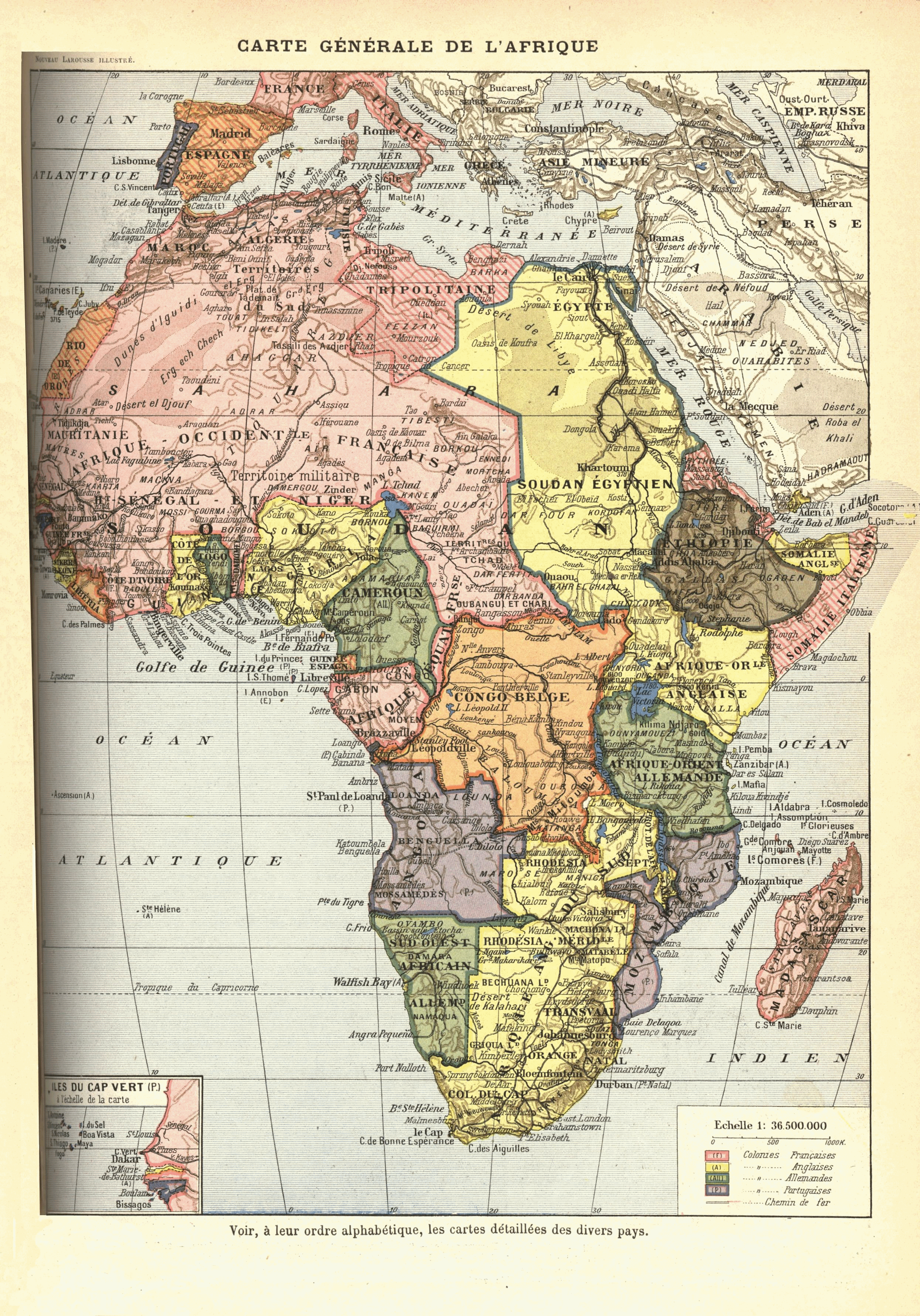
África do Sul na década de 1890.

A companhia foi criada por Cecil Rhodes através da fusão da Central Gold Search Association, empresa liderada por Charles Rudd, e da Exploring Company, Ltd, de Edward Arthur Maund.
Os feitos de Rhodes, no período em que atuou na companhia, foram resumidos por Daniel Litvin, que é consultor e escritor inglês, em seu livro: " Empires of Profit:
"Em um período de menos de dez anos, Rhodes e sua companhia tinham invadido ou levado a autoridade imperial britânica a se impor sobre uma região que corresponde à moderna Botswana, Zimbábue, Zâmbia, e Malaui, - uma área com três vezes o tamanho da França."
O trecho acima citado, extraído do livro: "Empires of Profit", sinaliza a atuação conjunta de Cecil Rhodes com a companhia, num longo processo de intervenção britânica na África do Sul, que ocasionou num violento esmagamento dos grupos locais sul-africanos, na perda de milhares de vidas, além da geração de lucros em escala inimaginável.
Rhodes tornou-se um personagem emblemático ao se falar do expansionismo e do colonialismo inglês do século XIX, uma de suas frases mais popularizadas foi:
"O mundo está quase todo parcelado e o que dele resta está sendo dividido, conquistado, colonizado. Penso nas estrelas que vemos à noite, esses vastos mundos que jamais poderemos atingir. Eu anexaria os planetas se pudesse. Entristece-me vê-los tão claramente e ao mesmo tempo tão distantes". (Cecil Rhodes 1895)

## Rhodes e o racismo
Responsável pelo, talvez, maior Genocídio de negros africanos - história muito pouco divulgada (estima-se algo em torno de 60 milhões de africanos mortos). Rhodes, assim como muitos homens de seu tempo, acreditava nas aplicação social das ideias de Charles Darwin, o chamado darwinismo social. Devido a isso era um profundo defensor da superioridade da raça branca, em relação às demais raças. Em um de seus testamentos, intitulado: "Last Will and Testament", ele escreve:
"Considerei a existência de Deus e decidi que há uma boa chance de que ele exista. Se ele realmente existir, deve estar trabalhando em um plano. Portanto, se devo servir a Deus, preciso descobrir o plano e fazer o melhor possível para ajudá-lo em sua execução. Como descobrir o plano? Primeiramente, procurar a raça que Deus escolheu para ser o instrumento divino da futura evolução. Inquestionavelmente, é a raça branca… Devotarei o restante de minha vida ao propósito de Deus e a ajudá-lo a tornar o mundo inglês".
Talvez essas crenças na superioridade do homem branco, sejam a explicação para as empreitadas violentas, dirigidas por Rhodes, contra os nativos da África do Sul e a vontade que o acompanhou por toda a sua vida de expandir o Império britânico apesar de sua tradição anticolonialista no Congresso de Viena, sendo um dos maiores apologistas do imperialismo anglo-saxão ao lado de Joseph Chamberlain no final do século XIX.

## Morte

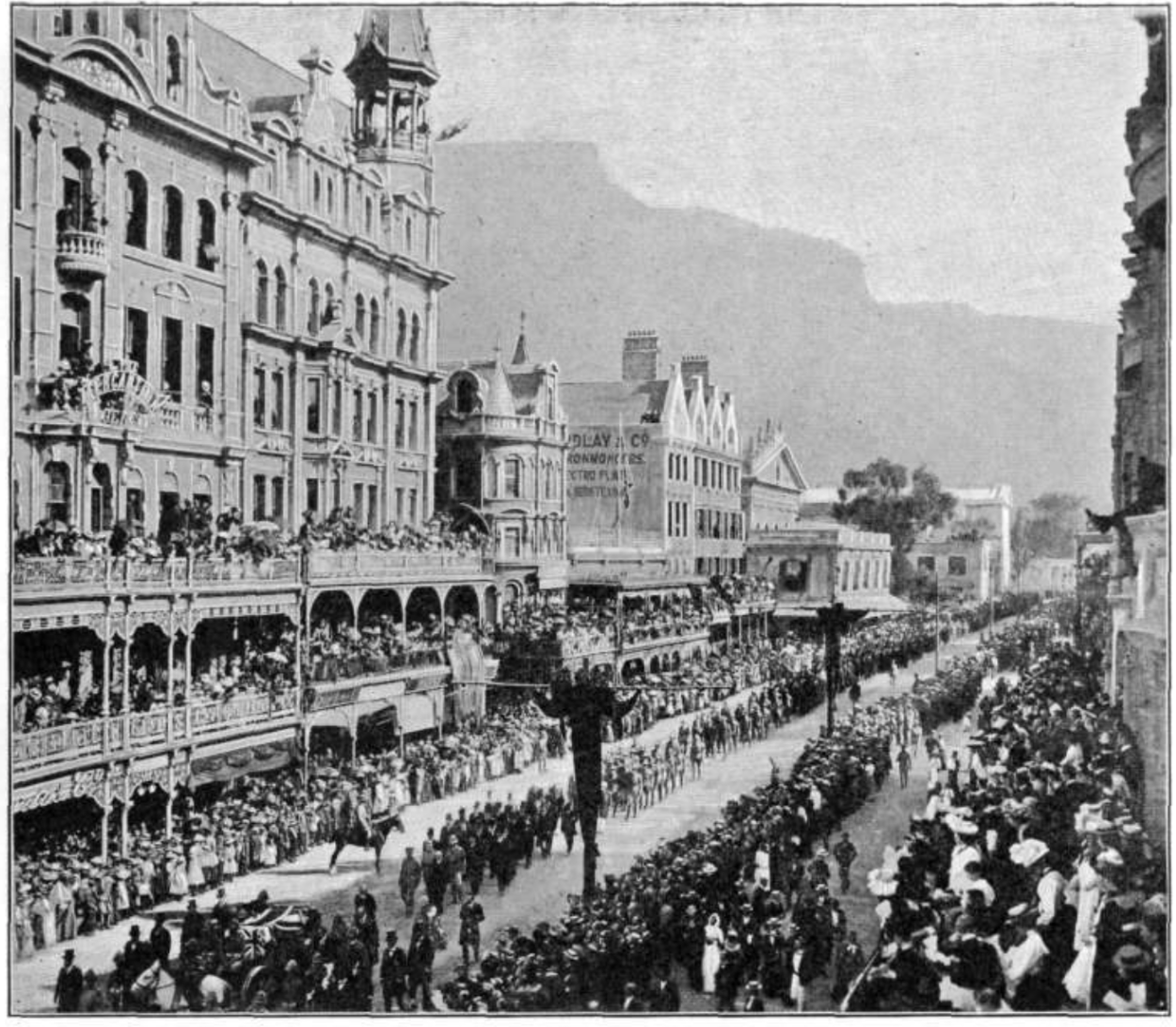
Funeral de Cecil Rhodes na Rua Adderley, Cidade do Cabo, a 3 de abril de 1902.

O local onde ele decidiu que seria enterrado - da mesma forma que um rei africano - foram as colinas de Matobo, onde ele dominou uma rebelião dos matabeles. O funeral de Rhodes, ocorreu em 11 de abril de 1902. Ele foi enterrado perto do rei Mzilikazi. Milhares de matabeles vieram a seu enterro, mesmo tendo sido Rhodes, opressor deste povo. A cerimônia foi cristã, apesar disso os chefes guerreiros matabeles pagaram tributos a Rhodes de acordo com as suas crenças animistas locais.